# Prenolepis

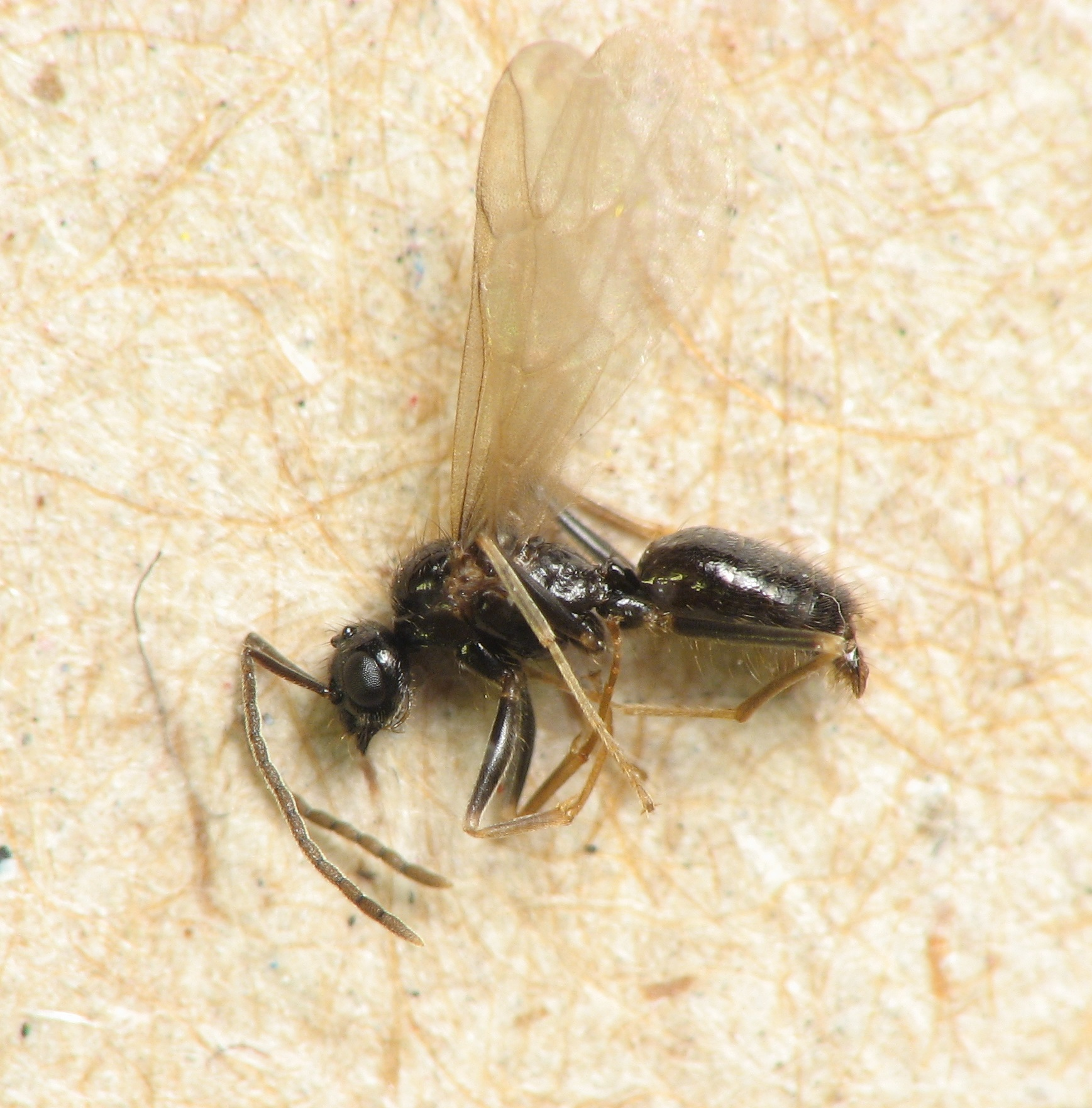
Prenolepis imparis, macho

Prenolepis es un género de hormigas de la subfamilia Formicinae. La mayoría de las especies se encuentran en el sur de Asia, sur de China, pero el género tiene amplia distribución en Norteamérica, sur de Europa y en  África. Miden 3 a 4 mm. Tienen mandíbula triangular con 5 a 6 dientes, raramente 7.

## Especies
- Prenolepis angularis Zhou, 2001
- Prenolepis cyclopia Chen & Zhou, 2018
- Prenolepis darlena Williams & LaPolla, 2016
- Prenolepis dugasi Forel, 1911
- Prenolepis fisheri Bharti & Wachkoo, 2012
- Prenolepis fustinoda Williams & LaPolla, 2016
- †Prenolepis henschei Mayr, 1868
- Prenolepis imparis (Say, 1836)
- Prenolepis jacobsoni Crawley, 1923
- Prenolepis jerdoni Emery, 1893
- Prenolepis lakekamu Williams & LaPolla, 2018
- Prenolepis mediops Williams & LaPolla, 2016
- Prenolepis melanogaster Emery, 1893
- Prenolepis naoroji Forel, 1902
- Prenolepis nepalensis Williams & LaPolla, 2018
- Prenolepis nitens (Mayr, 1853)
- Prenolepis quinquedenta Chen & Zhou, 2018
- Prenolepis shanialena Williams & LaPolla, 2016
- Prenolepis striata Chen & Zhou, 2018
- Prenolepis subopaca Emery, 1900